# Штелле (Німеччина)
Штелле (нім. Stelle) — сільська громада в Німеччині, розташована в землі Нижня Саксонія. Входить до складу району Гарбург.
Площа — 38,50 км2. Населення становить 11 402 ос. (станом на 31 грудня 2021).